# الألقاب والرتب في مصر الملكية

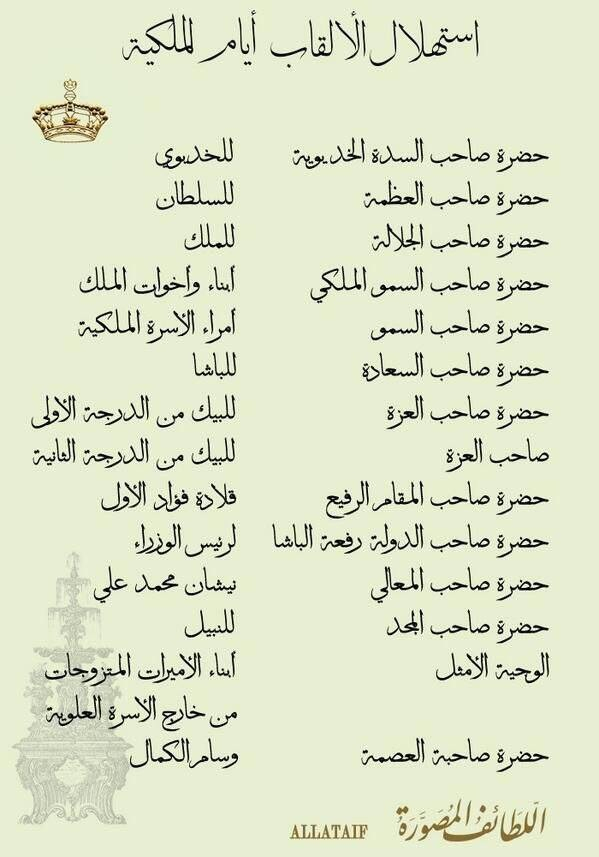

قبل ثورة يوليو 1952، كانت الدولة تمنح الرتب والأوسمة والنياشين المدنية، وقد ألغيت الرتب المدنية بعد استيلاء الجيش على مقاليد الحكم.

## الألقاب والرتب المدنية في مصر العثمانية
نشأت الألقاب والرتب المدنية في مصر على غرار الدولة العثمانية التي كانت مصر ولاية من ولاياتها، وامتازت على بقية الولايات باستحداث بعض الرتب المناصب الخاصة بها، نظرًا لوضعها الخاص بين الولايات العثمانية.
ومن أبرز الألقاب والرتب الخاصة في مصر العثمانية:
- الخديوي (أو الخديو): هو أرفع مناصب الحكومة المصرية في مصر العثمانية، وهو من المناصب المختصة بولاية مصر فقط، ويخاطب صاحب هذا المنصب بلقب الصدارة العظمى «فخامتلو»، أما لقب «سمو» فهو دخيل ومقتبس من الغربيين. أول من حمل هذا اللقب الخديو إسماعيل، أما من قبله (من محمد علي باشا إلى سعيد باشا فلم يحملوا هذا اللقب، بل كانوا ولاة ممتازين يحمل الواحد منهم لقب «والي مصر» أو «عزيز مصر»). ولم ينل إسماعيل باشا نفسه هذا اللقب إلا في عام 1866، أي بعد توليه ولاية مصر ببضع سنوات، وبمقتضى ذلك نال حق توريث الخديوية إلى أكبر أبنائه الذكور، ومن هذا إلى أكبر أبنائه، وهكذا، أما قبل ذلك فكانت الولاية تنتقل من الوالي إلى أحد رجال أسرته، وكان للسلطان العثماني الحق المطلق في اختيار من يريد، وكان ذلك امتيازًا على سائر ولاة الدولة العثمانية في الولايات الأخرى خص به السلطان العثماني الوالي محمد علي باشا بموجب «خط شريف» صدر من الآستانة في 12 فبراير 1841[1]

## ألقاب الأسرة المالكة في عهد الملكية
في عهد الملك فؤاد الأول، وضعت مجموعة من الأوامر والقوانين الخاصة بنظام الأسرة المالكة، من بينها ما يخص تعيين درجة القرابة من الأسرة المالكة، وهي كما يلي:
- يطلق لقب «الأمير» أو «الأميرة» على:

1. أولاد الملك وأولادهم فقط من الظهور (لا التبني) وكل من له ولاية العهد
2. إخوة الملك وأخواته الأشقاء أو لأب
3. أولاد ولاة مصر وخديويها وسلطانها وأولادهم فقط من الظهور
4. من عدا هؤلاء من ذرية ذرية محمد علي ممن يمنحهم الملك لقب الأمير أو الأميرة
5. زوجات الأمراء المتقدم بيانهم

- يطلق لقب «النبيل» أو «النبيلة» على:

1. ما عدا الأمراء والأميرات من ذرية محمد علي من الظهور ذكورًا كانوا أو إناثًا
2. زوجات النبلاء المتقدم بيانهم وأراملهم حتى يتزوجن

ويلقب كل نبيل أو نبيلة بصاحب أو صاحبة المجد، ويفضل الأمراء على النبلاء في المركز والمخصصات وغير ذلك، وكلا اللقبين مفضل على لقب الباشوية.

## الرتب
- رتبة الرياسة، وهى خاصة برئيس الوزراء ورؤساء الوزراء السابقين
- رتبة الامتياز، وهي خاصة بالوزراء ومن هم في مقام الوزراء.
- رتبة الباشوية
- رتبة البكوية، وتكون من طبقتين.

## الألقاب الرسمية
عقب إنشاء الأوسمة والرتب الجديدة، أصدر السلطان حسين كامل في 11 أبريل 1915 أمرًا إلى رئيس مجلس الوزراء يقضي بتغيير الألقاب الرسمية كما يلي:
- حضرة صاحب السمو الأمير (لأركان العائلة السلطانية من الرجال بدون لقب باشا أو بيك)
- حضرة صاحبة السمو الأميرة (لأركان العائلة السلطانية من النساء بدون لقب هانم)
- حضرة صاحب الدولة (لرئيس مجلس الوزراء)
- حضرة صاحب المعالي (للوزراء ورئيس الجمعية التشريعية والسردار ورئيس الديوان العالي السلطاني وكبير أمناء الحضرة العلية السلطانية وأصحاب الوشاح الأكبر من نيشان محمد علي وحائزي رتبة الامتياز)
- حضرة صاحب السعادة (للفريق العسكري واللواء العسكري والحائزين لرتبة باشا)
- صاحب السعادة (للحائزين لرتبة اللواء العسكرية)
- حضرة صاحب العزة (للميرالاي وللبيك من الدرجة الأولى)
- صاحب العزة (للقائمقام وللبيك من الدرجة الثانية)